# 238 км (зупинний пункт)
238 кіломе́тр — пасажирський зупинний пункт Криворізької дирекції Придніпровської залізниці на магістральній лінії Мерефа — Херсон, ділянка Нижньодніпровськ-Вузол — Апостолове. До 1998 року -  Роз'їзд 238 км.
Розташована між селами Зелений Гай Дніпровського району та Богданівка Солонянського району Дніпропетровської області між станціями Сурське (8 км) та Привільне (12 км).
На зупинному пункті розташовані споруди, які є типовими для лінії Нижньодніпровськ-Вузол — Апостолове:  низька  пасажирська платформа біля головної колії, яка обслуговувала колишній Роз'їзд 257 км,  залізобетонний павільйон з квитковою касою (каса законсервована) та навісом. 

## Пасажирське сполучення
Біля пасажирської платформи  зупинного пункту 238  км  щоденно зупиняються приміські поїзди локомотивної тяги сполученням Дніпро — Апостолове.
| Рух приміських поїздів по зупинному пункту 238 км |                                |                          |
| №                                                 | Маршрут сполучення             | Періодичність курсування |
| 6402                                              | Апостолове — Дніпро-Лоцманська | Щоденно                  |
| 6405                                              | Дніпро-Лоцманська — Апостолове | Щоденно                  |
| 6408                                              | Апостолове — Дніпро-Лоцманська | Щоденно                  |
| 6409                                              | Дніпро-Лоцманська — Апостолове | Щоденно                  |

Історія пасажирського сполучення:
- До 2004 року біля пасажирської платформи колишнього Роз’їзду 238 км зупинялись такі приміські поїзди: № 6403/6406, № 6407/6408, № 6409/6412 Дніпропетровськ-Південний — Лошкарівка та №  6419/6418 Дніпропетровськ-Південний — Єлізарове, № 6417/6416, № 6419/6418 Дніпропетровськ-Південний - Привільне . Після їх скасування було призначено приміські поїзди сполученням: № 6403/6406, № 6407/6408, № 6409/6402 Дніпропетровськ-Південний — Апостолове та № 6407/6404 Дніпропетровськ-Південний — Кривий Ріг, які курсували до 2018 року;
- З 2018 року біля платформи зупинного пункту  зупиняються лише приміські поїзди локомотивної тяги  сполученням № 6405/6408, № 6409/6402 Дніпро — Апостолове.

Окрім обслуговування приміських поїздів на колишньому Роз’їзді 238 км, в минулі роки, проводилась посадка/висадка пасажирів пасажирських поїздів місцевого та далекого сполучення:
- До 1975 року - пасажирський поїзд № 63/64 Лоцманська – Херсон; пасажирський поїзд № 285/286 Лоцманська – Херсон; пасажирський поїзд № 285/286 Лоцманська – Апостолове (зупинки при слідуванні в непарному та парному напрямках);

- 1988  – 1991 рр. – нічний пасажирський поїзд № 630 Одеса - Дніпропетровськ (зупинка при слідуванні тільки в парному напрямку);
- 1992  – 1996 рр. - нічний пасажирський поїзд № 629 Дніпропетровськ - Одеса (зупинка при слідуванні тільки в непарному напрямку);
- 1996 р. (з червня по листопад) - нічний пасажирський поїзд  № 629/630 Дніпропетровськ – Одеса (зупинки при слідуванні в непарному та парному напрямках).
- 1997 – 2001 рр. – нічний пасажирський поїзд в місцевому сполученні  № 641/642 Дніпропетровськ — Апостолове (зупинки при слідуванні в непарному та парному напрямках);
- 2001 – 2003 рр. – нічний пасажирський поїзд № 629/630 Дніпропетровськ – Миколаїв (зупинки при слідуванні в непарному та парному напрямках);
- 2003 – 2004 рр. – нічний пасажирський поїзд в місцевому сполученні  № 629/630 Дніпропетровськ – Апостолове (зупинки при слідуванні в непарному та парному напрямках).